# أودري مكمان
أودري مكمان (بالإنجليزية: Audrey McMahon)‏ هي مسؤولة أمريكية، ولدت في 1898 في نيويورك في الولايات المتحدة، وتوفيت في 20 أغسطس 1981 في غرينتش فيليج في الولايات المتحدة.